# Вер, Роберт де, 3-й граф Оксфорд
Роберт де Вер (англ. Robert de Vere; после 1164 или приблизительно 1170 — незадолго до 25 октября 1221) — английский аристократ, 3-й граф Оксфорд и лорд-камергер с 1214 или 1215 года. Участвовал в Первой баронской войне на стороне оппозиции, примирился с короной в 1217 году. Был в числе баронов, назначенных следить за соблюдением условий Великой хартии вольностей.

## Биография
Роберт де Вер принадлежал к знатному и влиятельному роду, представители которого владели землями в ряде графств Англии, титулом графа Оксфорда и наследственной должностью лорда-камергера. Он был третьим из выживших сыновей Обри де Вера, 1-го графа Оксфорда, и его третьей жены Агнессы. Когда Роберт родился, неизвестно: по разным версиям, это могло произойти после 1164 года или приблизительно в 1170 году. О жизни де Вера до 1207 года нет почти никаких данных. Он засвидетельствовал своей подписью несколько хартий отца, умершего в 1194 году, но в документах старшего брата Обри, 2-го графа Оксфорда, не упоминается. До Михайлова дня 1207 года Роберт женился на Изабелле де Болебек — одной из двух тёток жены Обри (последняя умерла бездетной в 1206 или 1207 году); по-видимому, таким образом де Веры пытались сохранить за собой хотя бы половину наследства Болебеков в Бакингемшире.
Обри-младший умер в октябре 1214 года, не оставив законного потомства. Второй из братьев, Ральф, умер ещё раньше, так что Роберт унаследовал семейные владения, а также права на графский титул и должность лорда-камергера. Король Джон взял с него тысячу марок в качестве рельефа, но графом, возможно, не признал: в королевской хартии от 15 января 1215 года де Вер упомянут без титула. Именно это могло стать причиной, по которой Роберт примкнул к восстанию баронов против монарха, известному как Первая баронская война. В источниках Роберта причисляют к инициаторам и руководителям мятежа наряду с несколькими его родственниками (тоже потомками Обри II де Вера). Он участвовал в собрании баронов в Стэмфорде в апреле 1215 года, в мае его владения были конфискованы, но уже в июне король согласился уступить. Де Вер, к 23 июня точно признанный графом Оксфорд, стал одним из 25 баронов, обязанных следить за соблюдением условий Великой хартии вольностей.
Вскоре война возобновилась. В конце 1215 года папа римский Иннокентий III отлучил графа от церкви, в марте 1216 года королевская армия после трёхдневной осады взяла главную резиденцию Роберта — замок Хедингем в Эссексе. Де Вер предложил свою верность Людовику Французскому, претендовавшему на английскую корону. После смерти Джона граф получил назад свои владения, а в 1217 году окончательно примирился с новым монархом — Генрихом III. В 1220 году он путешествовал по Англии, выполняя обязанности судьи, в 1221 году председательствовал в королевском совете (curia regis).
Роберт де Вер умер незадолго до 25 октября 1221 года. Вопреки семейной традиции, он был похоронен не в Кольнском монастыре в Эссексе, а в бенедиктинском аббатстве Хатфилд-Бродок в Хартфордшире; после ликвидации аббатства в XVI веке останки графа перенесли в приходскую церковь в Хатфилде.

## Семья
Роберт де Вер был женат на Изабелле де Болебек — дочери, по разным данным, Уолтера или Хью де Болебека, вдове Генри де Нонана. Потеряв первого мужа, эта дама добилась от короля права за определённые выплаты выбрать второго супруга самостоятельно; её выбор пал на де Вера, которому и пришлось сделать первый взнос в казну. Впрочем, по другой версии, Роберт был первым мужем Изабеллы, а Нонан — вторым. 
В браке Роберта и Изабеллы родились Хью, 4-й граф Оксфорд (умер в 1263), сэр Генри и Элеонора, жена Ральфа Жернона. Вдова Роберта умерла в 1245 году и была похоронена в доминиканском монастыре в Оксфорде.